# Jason vs. Leatherface
«Джейсон против Кожаного лица» (англ. Jason vs. Leatherface) — мини-серия комиксов из трёх выпусков 1995—1996 годов от издательства «Topps Comics». Сюжет написали Нэнси А. Коллиннс и Дэвид Имхофф, иллюстрации создал Джефф Батлер. Серия является кроссовером двух популярных кинофраншиз ужасов — «Пятница, 13» и «Техасская резня бензопилой». Серия считается не каноничной в мифологии обеих вселенных, так как сюжет противоречит некоторым событиям фильмов и их хронологии.

## Сюжет
- Выпуск №1, «На Юг!» (англ. Goin' South) поступил в продажу в октябре 1995[1].

Компания «The Linhart Amalgmated» сбрасывает токсичные отходы в воды Хрустального озера. В очередной раз работая с отходами, сотрудники пробуждают знаменитого убийцу Джейсона Вурхиза. Вместе с отходами Джейсона оказывается на поезде, с которого вскоре сбегает, оказавшись в Техасе, где Джейсон встречает Кожаное лицо и его семью.
- Выпуск №2 под названием «День в Аду» (англ. A Day In Hell) стал доступен в ноябре 1995[2].

Джейсон остаётся жить с семейством Сойер, где узнаёт, каким образом они добывают себе еду.
- Финальный выпуск №3 «Маски долой» (англ. Face-Off) вышел в январе 1996 года[3].

Вступившись за Кожаное лицо, которого, как показалось Джейсону, терроризирует Попутчик, маньяк с Хрустального озера настраивает против себя всю семью Сойер.

## Список персонажей
Вурхизы:
- Джейсон Вурхиз (англ. Jason Voorhes)
- Дорис Вурхиз (англ. Doris Voorhes)
- Элиас Вурхиз (англ. Elias Voorhes)

Сойеры:
- Бубба «Кожаное лицо» Сойер (англ. Bubba «Leatherface» Sawyer)
- Наббинс «Хичхайкер» Сойер (англ. Nubbins «The Hitchhiker» Sawyer)
- Дрейтон «Повар» Сойер (англ. Drayton «The Cook» Sawyer)

## Каноничность
Сюжет серии не вписывается в канон франшиз «Пятница, 13» и «Техасская резня бензопилой»:
- В начале Джейсон прикован цепью ко дну Хрустального озера — это произошло 13 июня 1990 года во время событий фильма «Пятница, 13-е: Джейсон жив». Один из персонажей, Наббинс Сойер, которого зовут просто «Хичхайкер», умер 19 августа 1973 года во время событий первого фильма «Техасская резня бензопилой». Его брат Дрейтон «Повар» Сойер умер в сентябре 1986 года во время событий картины «Техасская резня бензопилой 2». По сему, ни один из братьев не мог быть жив на время событий комиксов.
- Также Джейсон вспоминает свою мать Памелу и её мужа Элиаса. По неизвестным причинам, в комиксах героиню зовут Дорис (англ. Doris)[4].

## Критика
Обозреватель сайта «Adventures In Poor Taste» отмечает, что авторы хорошо поработали с персонажами комикса, однако, когда дело доходит до действия, впечатление от комикса провисает, так как ожидаемой битвы между маньяками так и не происходит. Кроме того, автор считает, что данное произведение даёт редкую и оригинальную возможность поклонникам взглянуть на жизнь семейства Сойер в те периоды, когда они не преследуют своих жертв, пытаясь их убить.
В обзоре сайта «Comic Bastards» отмечается, что персонаж Джейсона получился нехарактерным, испытывающим психологические проблемы из-за своего отца (англ. daddy issues) — стиль рисунков и драматургия истории подвержены жёсткой критике в обзоре, который подчёркивает очередную неудачу компании «Topps», пытавшейся выйти в 1990-х на рынок создания комиксов.
Отзыв автора сайта «Friday, The 13th Franchise» получился более лестным — «комикс весело читать», но он больше адресован поклонникам серии «Техасская резня бензопилой», хотя по всему комиксу тут и там появляются отсылки к обеим франшизам; также отмечается, что долгожданная битва маньяков вышла не такой впечатляющей, но в отличие от обзора «Comic Bastards» стиль рисунка был оценен выше.
Мэтт Шорр с сайта «Freaking Awesome Network» отмечает, что «мультяшный» стиль рисунка вредит серии, хотя характеры персонажей написаны хорошо, в особенности это касается семьи Сойер и Кожаного лица, в то время как Джейсон изображён «пустым и безэмоциональным».